# Solanum palmillae
Solanum palmillae är en potatisväxtart som beskrevs av Paul Carpenter Standley. Solanum palmillae ingår i släktet skattor som ingår i familjen potatisväxter. Inga underarter finns listade i Catalogue of Life.